# Florica Lavric
Florica Lavric, romunska veslačica, * 7. januar 1962, Copălău, † 20. junij 2014, Bukarešta.
Lavriceva  je za Romunijo osvojila zlato olimpijsko medaljo na Poletnih olimpijskih igrah 1984 v Los Angelesu kot članica romunskega četverca s krmarjem.